# Beroepsbegeleidende leerweg
De beroepsbegeleidende leerweg (bbl) of mbo - werkend leren, tot 1997 leerlingwezen of leerlingenstelsel genoemd, is de Nederlandse vorm van duaal onderwijs binnen het middelbaar beroepsonderwijs (mbo) en wordt aangeboden door een regionaal opleidingencentrum (ROC), een agrarisch opleidingscentrum (AOC) of een privaat opleider.
De beroepsbegeleidende leerweg is een combinatie van werken en leren, waarbij de leerling in dienst van een bedrijf is en daarnaast een opleiding volgt. 
In de bbl bedraagt het praktijkdeel zestig procent of meer van de studieduur en is daarmee meer dan in de beroepsopleidende leerweg (BOL). Bovendien heeft de leerling een leerwerk-overeenkomst ('praktijkovereenkomst'), terwijl de leerling die de beroepsopleidende leerweg volgt, praktisch werkt in een vaak onbetaalde stage.
Met bbl zit de leerling gewoonlijk één tot twee dagen in de week op school en werkt hij drie tot vier dagen in de week bij een erkend leerbedrijf of organisatie. De praktische ervaring doet hij op in zijn werk. De theorie en begeleiding krijgt de leerling op school.
De duur van de opleiding is afhankelijk van het instroomniveau van de leerling (onderwijs op maat) en duurt gewoonlijk voor niveau 2 twee jaar.

## Vlaanderen
In Vlaanderen bestaat een vergelijkbare opleiding in Syntra en deeltijds beroepssecundair onderwijs.

## Geschiedenis
De beroepsbegeleidende leerweg komt voort uit het vormingswerk voor jonge volwassenen (1968) en het leerlingwezen (1974). Daarvoor bestonden er zogenaamde levensscholen voor jongeren van 17-25 jaar. In katholieke kring heetten de opleidingen voor jonge vrouwen Mater Amabilisscholen (mater amabilis is Latijn voor "beminnelijke moeder", een van de titels van Maria uit de Litanie van Loreto). De scholen ontstonden na de Tweede Wereldoorlog en waren gebaseerd op de ideeën van de streng katholieke Antwerpse pedagoge M.C. Schouwenaars. Het leerplan omvatte typische huishoudschoolvakken als koken, naaien en omgaan met geld. Verder was er aandacht voor ziekenverzorging, opvoedkunde (waaronder seksuele voorlichting) en gemengd dansen. De opleiding duurde drie jaar met wekelijks twee lesavonden. In 1955 kwam er een landelijk verband van Mater Amabilisscholen. Voor jongemannen waren er de levensscholen Pater Fortis ("sterke vader"). De eerste werd in 1950 opgericht  in Gemert.